# Sebino Plaku
Sebino Plaku (ur. 20 maja 1985 w Tiranie) – albański piłkarz występujący na pozycji pomocnika lub napastnika.

## Kariera klubowa
Plaku rozpoczął karierę w klubie Partizani Tirana, w którym grał w latach 2003–2005 i wywalczył Puchar i Superpuchar Albanii. W międzyczasie był wypożyczony do Besëlidhji Lezha. Następnie występował w innych albańskich zespołach: KF Laçi, Apolonii Fier oraz Dinamie Tirana. W 2008 roku został piłkarzem norweskiego klubu Hamarkameratene, dla którego rozegrał jedno ligowe spotkanie. Po powrocie do Dinamo Tirana zdobył z tym zespołem dwukrotnie mistrzostwo kraju (2007/08, 2009/10) oraz Superpuchar (2008). Od 2010 roku reprezentował kolejno barwy KF Tirana, Flamurtari Wlora, KS Kastrioti i Skënderbeu Korcza (mistrzostwo Albanii 2011/12, 2012/13).
W czerwcu 2013 roku Plaku został zawodnikiem Śląska Wrocław, prowadzonego przez Stanislava Levego. 18 lipca zadebiutował w meczu z FK Rudar Pljevlja w kwalifikacjach Ligi Europy (4:0), w którym strzelił gola. 21 lipca zaliczył pierwszy występ w Ekstraklasie przeciwko Koronie Kielce (0:0). W sezonie 2013/14 był zawodnikiem podstawowego składu. Jesienią 2014 roku został przez trenera Tadeusza Pawłowskiego oddelegowany do drużyny rezerw, a następnie odsunięty od treningów z pierwszym zespołem. W tym okresie został trzykrotnie ukarany przez klub karą finansową – wszystkie zostały później uchylone przez PZPN. W lutym 2015 roku na jego wniosek jego kontrakt został rozwiązany przez Izbę ds. Rozwiązywania Sporów Sportowych, działającą przy PZPN. Organ nie orzekł winy żadnej ze stron. Po odwołaniu się Plaku do Sportowego Sądu Arbitrażowego, uznano klub za winnego rozwiązania umowy. W 2018 roku Piłkarski Sąd Polubowny nakazał Śląskowi Wrocław wypłatę odszkodowania, wcześniej natomiast ukarał go finansowo.
W czerwcu 2015 roku Plaku podpisał kontrakt z Partizani Tirana. Na początku 2016 roku przeszedł do Skënderbeu Korcza, z którym wywalczył mistrzostwo Albanii za sezon 2015/16. Jesień 2016 roku spędził na wypożyczeniu do KS Korabi. W sezonie 2017/18 występował w KS Kamza, dla którego zdobył 13 bramek. W czerwcu 2018 roku podpisał krótkoterminową umowę z FK Kukësi, który poszukiwał wzmocnień przed występem w europejskich pucharach. Po odpadnięciu Kukësi z międzynarodowych rozgrywek Plaku powrócił do KS Kamza. W rundzie jesiennej sezonu 2019/20 grał w kosowskim zespole KF Llapi Podujevo. W styczniu 2020 jako wolny agent podpisał kontrakt z innym klubem Superliga e Kosovës – KF Gjilani. W sezonie 2020/21 grał w KS Kastrioti, a następnie w Teucie Durrës, z którą wywalczył mistrzostwo oraz Superpuchar Albanii.

## Kariera reprezentacyjna
Plaku występował w juniorskich reprezentacjach Albanii w kategorii U-17 oraz U-19.

## Sukcesy
Partizani Tirana
- Puchar Albanii: 2003/04
- Superpuchar Albanii: 2004

Dinamo Tirana
- mistrzostwo Albanii: 2007/08, 2009/10
- Superpuchar Albanii: 2008

KF Tirana
- Puchar Albanii: 2010/11

Skënderbeu Korcza
- mistrzostwo Albanii: 2011/12, 2012/13, 2015/16

Teuta Durrës
- mistrzostwo Albanii: 2020/21
- Superpuchar Albanii: 2021